# 吸血姬布兰雪
《吸血姬布兰雪》（BLANGEL）是渡瀨行人画的日本漫画作品。在《コミックヴァルキリー》連載，于ヴァルキリーコミックス出版单行本全2巻。
台湾则于東立出版。

## 介绍
剧情讲述了被移植了「无限心脏」的少年相乐纯，成为吸血鬼觊觎的目标。而分别吸血鬼和猎人的组合爱莉西亚和莉欧菈，被奉命去保护少年，却出现一位自称是爱莉西亚妹妹的少女寇萝蒂雅。
背景在2026年。

## 出版書籍
BLANGEL (1) (ヴァルキリーコミックス)   发售日2007/11/29 ISBN 9784860324940
BLANGEL2 (ヴァルキリーコミックス)  Kindle版 ASIN:B00NGH9N7K
BLANGEL 輪になりて踴る愚者の夜 (あとみっく文庫) 发售日2010/2/28 ISBN 9784860328726(渡瀬行人原作，夜士郎小説 )
吸血姬~布兰雪~(出版社：東立) 出版日期：2008-10-29 ISBN/ISSN：9789861023618